# Volo Air France 2005
Il volo Air France 2005 del 12 settembre 1961 era un volo passeggeri internazionale programmato dall'aeroporto di Parigi-Orly all'aeroporto di Casablanca con uno scalo all'aeroporto di Rabat-Salé. Il Sud Aviation Caravelle operante il volo si schiantò alle 21:09 GMT vicino a un luogo chiamato Douar Doum a 8,4 chilometri (5,2 mi; 4,5 nmi) dalla soglia della pista 04 e 1,4 chilometri (0,87 mi; 0,76 nmi) a sinistra della linea centrale estesa a un'altezza di 87,5 metri (287 piedi) sul livello del mare, uccidendo tutte le 77 persone a bordo, inclusi i 6 membri d'equipaggio. Il meteo era nebbioso e non favorevole all'atterraggio.

## Il volo
Il Caravelle partì da Parigi (ORY) alle 18:26 GMT per la prima tratta verso Rabat con passeggeri e carico nei limiti e carburante per quattro ore. Il volo proseguì senza incidenti fino all'avvicinamento all'aeroporto di Rabat/Salè. Alle 21:09 GMT colpì il suolo prima di raggiungere la pista, venendo completamente distrutto.

## Le indagini
L'inchiesta concluse che non vi erano prove di guasti tecnici, né per problemi di salute nei piloti o nel controllore. Le condizioni meteorologiche erano molto sfavorevoli per l'atterraggio a Rabat/Salé, e stavano rapidamente peggiorando poco prima dell'incidente. Il pilota seguì il consiglio dell'agente operativo di Air France a Casablanca e prese in considerazione l'idea di procedere direttamente a Casablanca a causa delle condizioni meteorologiche.
Durante il volo l'equipaggio esaminò più volte le condizioni meteo con il controllo del traffico aereo, e alla fine decise di atterrare a Rabat, servendosi del radiofaro non direzionale (NDB). Il controllore avvisò il pilota che l'NDB non era allineato con la pista, ma questa comunicazione non ricevette risposta. L'indagine segnalò così un "Errore nella lettura degli strumenti" come probabile causa.